# Данієль Віндаль
Данієль Віндаль (швед. Daniel Windahl; нар. 20 липня 1996) — колишній шведський тенісист.
Найвищу одиночну позицію світового рейтингу — 825 місце досяг 8 вересня 2014, парну — 618 місце — 16 травня 2016 року.
Здобув 2 парні титули туру ITF.
Завершив кар'єру 2016 року.

## Титули ITF Ф'ючерс

### Парний розряд: 2
| Ранг | Дата     | Турнір                         | Рівень  | Покриття | Партнер        | Суперники                  | Рахунок          |
| ---- | -------- | ------------------------------ | ------- | -------- | -------------- | -------------------------- | ---------------- |
| 1.   | Лип 2015 | Австрія F2, Зеефельд-ін-Тіроль | Ф'ючерс | Ґрунт    | Ісак Арвідссон | Едуарду Дішингер Каю Сілва | 2–6, 7–5, [10–4] |
| 2.   | Січ 2016 | Туреччина F2, Анталія          | Ф'ючерс | Тверде   | Лукас Ренард   | Мухаммет Хайлаз Анил Юксел | 6–4, 6–1         |